# استخوان کنجدی
استخوان کُنجدی یا استخوان سزاموئید (انگلیسی: Sesamoid bone) به استخوان‌های کوچک و گردی گفته می‌شود که در لابه‌لای زردپی یا ماهیچه قرار گرفته و با زردپی، کپسول مفصلی یا ماهیچه احاطه شده‌اند.
استخوان‌های کنجدی اصولاً در دست و پا وجود دارند (مانند استخوان کشکک و استخوان نخودی) و در مسیر زردپی‌ها (تاندون‌ها) قرار گرفته و کارایی آنها را بیشتر می‌کنند. تعداد استخوان‌های کنجدی در دست افراد مختلف متفاوت است.
استخوان‌های کنجدی باعث افزایش مزیت مکانیکی و محافظت از اتصالات ماهیچه و زردپی می‌شوند. 
استخوان‌های کنجدی تحمل فشار و تنش زیادی را در شرایط عادی بعهده دارند. تنش بیش از اندازه می‌تواند زردپی‌های پیرامون این استخوان‌ها را، اغلب بدون هیچ دلیل روشن، ملتهب نماید، اما صدمات کنجدی‌ها در فعالیت‌هایی مانند رقص باله، جهش و پرش، دویدن، و ورزش‌های هوازی سنگین شایع است.